# 吕克-阿道夫·蒂奥
呂克-阿道夫·蒂奥（法語：Luc-Adolphe Tiao，1954年6月4日—）是布吉納法索的政治家和記者。並且自2011年至2014年擔任布吉納法索總理。

## 外部連結
- Biografie von Tiao auf der Website der Botschaft Burkina Fasos in Paris